# Mi go Long CD-haus
|  | Denne artikel er oprettet af botten PalnaBot ud fra en ekstern database. Den kan derfor have sproglige fejl eller mangler. Denne skabelon kan fjernes efter kontrol af indholdet. |

Mi go Long CD-haus er en film instrueret af Sofie Rørdam, Anders Skovbjerg Jepsen.

## Handling
Hver uge stråler Hollywood-filmene ud over træhytterne i den Papua Ny Guineanske stamme-landsby, Dikanel. De unge flokkes om den lille tv-skærm, hvor Van Damme og Rambo slås. I filmen møder vi Mika og hans far, Russel. Mika vil bare være teenager og hænge ud med sine venner i biografen. Men Russel er bekymret for sin søn, der lader traditionen i stikken. Kan Mika og Russel finde en balance mellem det nye og traditionen?